# Wrocław Gądów
Wrocław Gądów – kolejowy węzeł towarowy we Wrocławiu, niegdyś także przystanek pasażerski (do 1945 nosił nazwę Bahnhof Mochbern, odnoszącą się do pobliskiej miejscowości Mochbern, dziś wrocławskiego osiedla Muchobór Mały). Stacja znajduje się między ulicami: Strzegomską i Bystrzycką na pograniczu osiedli Gądów Mały oraz Muchobór Mały.
Stacja została zamknięta dla ruchu pasażerskiego i obecnie służy jedynie w ruchu towarowym.

## Linie kolejowe
Przez stację przebiegają następujące linie kolejowe:
- 349 Święta Katarzyna – Wrocław Kuźniki (towarowa obwodnica Wrocławia)
- 751 Wrocław Gądów – Wrocław Zachodni
- 752 Wrocław Gądów – Wrocław Popowice WP3
- 760 Wrocław Świebodzki – Wrocław Gądów

## Linki zewnętrzne

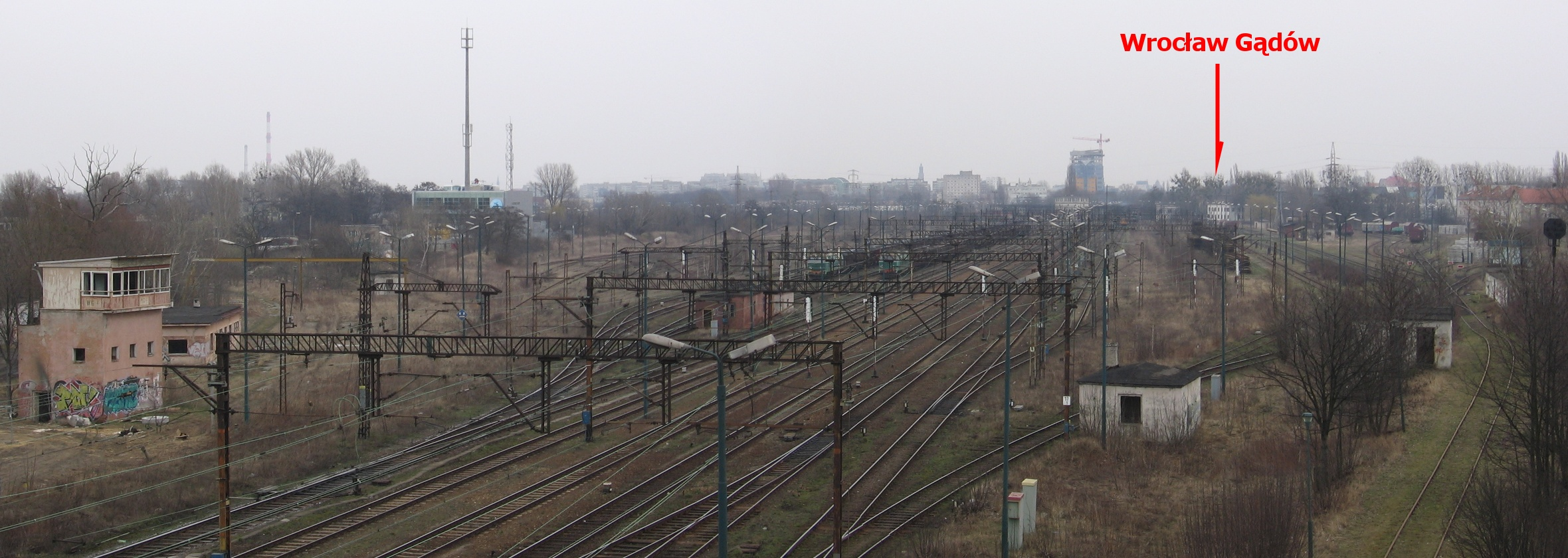
Węzeł Wrocław Gądów, budynek stacyjny wskazany czerwoną strzałką